# Mirakelhuisje

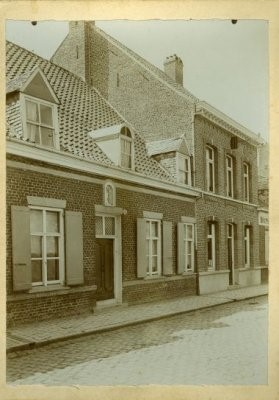
Prentkaart anno 1905 van het mirakelhuisje - Bruggestraat 9 te Poperinge

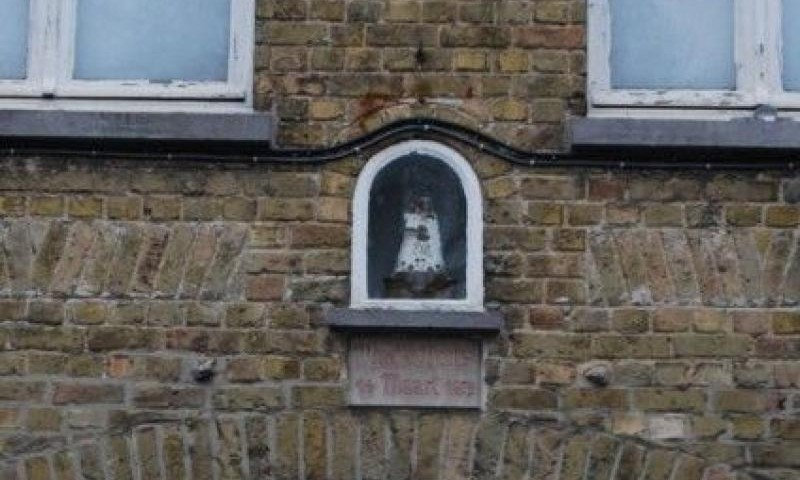
Restant mirakelhuis na bombardement tijdens Wereldoorlog I

Het mirakel van Onze-Lieve-Vrouw van Sint–Jan deed zich volgens de overlevering in 1479 in Poperinge voor en wekte een doodgeboren kind tot leven, waarna het gedoopt werd. Dit mirakel herdenkt men tot op vandaag in Poperinge waarbij een processie door de stad trekt. Deze processie wordt de ‘ ommegang’ genoemd en gaat door op de eerste zondag van juli.

## Het verhaal
Op 11 maart 1479 kwam in het weversgezin van Rassoen Vanhove en Jacquemine Bayart een doodgeboren kind ter wereld. Zij woonden in de Bruggestraat nummer 9 te Poperinge. De kerkelijke reglementen lieten niet toe dat het gedoopt zou worden en bijgevolg mocht het niet worden begraven op de gewijde grond van het kerkhof rond de kerk.
Drie dagen lang werd er gebeden tot Onze–Lieve–Vrouw van Sint–Jan tot het kind op de derde dag ontgraven werd door de buurvrouw, Pieternelle Turlyn. Zij had gezworen aan Onze–Lieve–Vrouw om zeven jaar geen hemd meer te dragen en op een pluimen bed te slapen. Het werd snel duidelijk dat het kindje leefde, en men bracht het jongetje naar de Sint–Janskerk.
Daar doopte kapelaan Diederik Roene de baby en kreeg het de naam Jacobus. Enkele uren later stierf het jongetje opnieuw en werd hij begraven in heilige grond voor het Onze–Lieve–Vrouw altaar.

## Tijdgeest
Het volledige verhaal speelt zich af binnen de religiositeit van de late middeleeuwen en is te zien in een context van de godsdienstbeleving van die tijd waar mirakels  vanzelfsprekend zijn. Het mirakel was een constitutioneel vertoningsrecht en voorrecht van Gods almacht. In die tijden van rampspoed en ellende kwam het mirakel van het herlevende kind als een godsgeschenk dat de Poperingenaren moed insprak. Het overtuigde hen dat Onze-Lieve-Vrouw over hen waakte.

In dagen van ellende en rampspoed werden de armen gestrekt naar de hemel en er werd gesmeekt om hulp.
— Citaat, Aan de Schreve.

## Herdenkingen

### Ommegang
Na de gebeurtenis stelde de kerk een onderzoek in dat concludeerde dat de gebeurtenis op een buitennatuurlijke wijze ontstond, door de hulp van God en zijn Moeder, de Maagd Maria. Op 12 juni 1491 verscheen de kerkelijke oorkonde. Die stond toe dat er op de processiezondag een preek zou komen over het mirakel. De ommegang beschermde het gebied en is een teken van dankbaarheid en ter herinnering aan het groot mirakel. 

### In beeld
Het mirakel werd in beeld gebracht door:
- Schilders: een klein houten werkje in de Sint–Janskerk, een grotere voorstelling in de pastorie op doek;
- Beeldhouwers: vier taferelen in halfverheven houtsnijwerk aan weerszijden van het mirakelbeeld op het altaar van Onze-Lieve-Vrouw;
- Glasschilders: glasraam bij het Onze–Lieve–Vrouwaltaar;
- Wevers: wandtapijten op de praalwagen in de processie van 1879.[3]

## Het mirakelhuisje
Van het oorspronkelijk huisje is weinig bewaard gebleven. Tijdens de Eerste Wereldoorlog in 1916 vernielde een vliegtuigbom het volledige huisje, behalve de gevelkapel. In 1920 werd het heropgebouwd en uitgebreid met een verdieping waar twee stukjes rots, meegebracht tijdens een bedevaart naar Lourdes, zijn in verwerkt. Boven de deur herdenkt het opschrift “Mirakelhuis 14 maart 1479” de gebeurtenis.